# Merodon tarsatus
Merodon tarsatus är en tvåvingeart som beskrevs av Sack 1913. Merodon tarsatus ingår i släktet narcissblomflugor, och familjen blomflugor. Inga underarter finns listade i Catalogue of Life.